# Roblín
Roblín (en allemand : Roblin) est une commune du district de Prague-Ouest, dans la région de Bohême-Centrale, en République tchèque. Sa population s'élevait à 229 habitants en 2020.

## Géographie
Roblín se trouve à 5 km à l'ouest de Černošice et à 19 km au sud-ouest du centre de Prague.
La commune est limitée par Vysoký Újezd au nord-ouest et au nord, par Chýnice au nord-est, par Třebotov à l'est, par Vonoklasy, Karlík et Mořinka au sud, et par Mořina à l'ouest.

## Histoire
La première mention écrite de la localité date de 1365.

## Administration
La commune se compose de deux quartiers :
- Roblín
- Kuchařík

## Transports
Par la route, Roblín se trouve à 6 km de Černošice et à 24 km du centre de Prague.